# KV37
Situé dans la vallée des Rois, dans la nécropole thébaine sur la rive ouest du Nil face à Louxor en Égypte, KV 37 est le tombeau d'un inconnu. Il est très endommagé.